# Чёрные земли (заповедник)
«Чёрные земли» — государственный природный биосферный заповедник, образованный 11 июня 1990 года. Заповедник «Чёрные Земли» — это единственный в России полигон для изучения степных, полупустынных и пустынных ландшафтов, а также охраны и изучения калмыцкой популяции сайгака. Заповедник включает две отличные друг от друга территории — на основном участке «Черные Земли» осуществляется охрана и восстановление популяции сайгака, а участок «Озеро Маныч-Гудило» является водно-болотным угодьем международного значения, здесь находятся гнездовья и зимовки многих редких видов водоплавающих и околоводных птиц. Последний был создан путём передачи в мае 1996 года заповеднику территории бывшего республиканского заказника «Маныч-Гудило».
Основной участок заповедника расположен на Прикаспийской низменности, между низовьями рек Кума и Волга. Общая площадь заповедника — 121 900 га. Площади участков: «Чёрные земли» (степной) — 94 300 га, «Маныч-Гудило» (орнитологический) — 27 600 га. Охранная зона заповедника составляет 91 170 га. Заповедник получил официальный биосферный статус ЮНЕСКО 3 декабря 1993 года.

## История создания
Владимир Иванович Петров разработал и реализовал генеральную схему борьбы с опустыниванием Чёрных земель.
Здание администрации заповедника находится по адресу: Калмыкия, Черноземельский район, посёлок Комсомольский, улица Некрасова, дом 31.

### Правовые основы
Заповедник «Чёрные земли» организован на основании:
- Постановления Совета Министров РСФСР «О неотложных мерах по повышению продуктивности кормовых угодий и восстановлению экологического равновесия на Чёрных землях и Кизлярских пастбищах 1991—1995 г.» от 11.06.1990 г. № 191.
- Приказом Государственного комитета РСФСР по охране природы «Об организации Государственного заповедника „Чёрные Земли“» от 23.07.1990 г. №_63.
- Границы территории установлены Постановлением Совмина Калмыцкой ССР — Хальмг Тангч «Об организации комплексного государственного заповедника „Чёрные Земли“, и его орнитологического филиала в КАССР», от 02.12.1991 г. № 272.
- Решением Президиума Международного координационного Совета программы ЮНЕСКО «Человек и биосфера» от 03.12.1993 года заповеднику присвоен статус «Биосферного резервата мирового значения».
- Территория орнитологического участка Постановлением Правительства РФ от 13.09.94г. № 1050 в соответствии с Рамсарской конвенцией включена в Российский список 35 водно-болотных угодий, имеющих международное значение в качестве важнейших местообитаний водоплавающих птиц.

### Директор заповедника
- с 2015 по н.в. — Убушаев, Батаар Иванович

## Геолого-географические условия
Основной участок территории заповедника представляет собой слабоволнистую низменную равнину со слабым уклоном к юго-востоку, с массивами мелкобугристых и бугристых песков. Расположен в северо-западной части Прикаспийской низменности. Основная территория заповедника — слабоволнистая низменная равнина с общим уклоном на юго-восток от 0 до 29 м. Морфоструктура Прикаспийской низменности способствовала проникновению многочисленных трансгрессий Каспия и формированию аккумулятивных плоских и полого наклоненных равнин. Массивы бугристо-грядовых песков возникли как следствие эоловых процессов в континентальный период рельефообразования 10-12 тыс. лет назад, так и в более позднее время в связи с антропогенной деятельностью и дефляцией. Зональная растительность представлена белополынными, тырсиково-белополынными и житняково-белополынными сообществами на бурых полупустынных супесчаных почвах в сочетании с солонцами полупустынными и с массивами слабозакрепленных песков с псамморфильной растительностью. Почвообразующие породы — верхнечетвертичные морские отложения.
Кумо-Манычская впадина, где расположен участок «Озеро Маныч-Гудило», является древним проливом длиною почти в 500 км, соединявшим когда-то Приазовскую и Прикаспийскую низменности.

## Почвы
Почвенный покров основного участка территории заповедника представлен зональными бурыми полупустынными супесчаными и их комплексами с полупустынными солонцами в сочетании с очагами дефлированных песков. В гидроморфных условиях распространены лугово-бурые луговые выщелоченные, карбонатные, а также солончаки и солонцы. Засоленность этих почв находится в зависимости от уровня залегания минерализованных грунтовых вод и характера почвообразующих пород. Тип засоления почвогрунтов хлоридно-сульфатный и хлоридный.
Берега водоемов и острова участка «Маныч-Гудило» сложены глинами. Почвенный покров представлен южными чернозёмами.

## Климат
Климат основного кластера резко континентальный: лето жаркое и сухое, зима обычно бесснежная. Средняя температура января −6,5 ºС, июля +24,5 ºС градусов. Минимальная температура января −35 ºС, максимальная температура июля +42 ºС. Название «Черные Земли» связано отнюдь не с цветом почвы (он светло-бурый), а с постоянным зимним бесснежьем. Данная территория с древности использовалась для зимнего выпаса скота.
В отличие от основного участка климат орнитологического кластера «Маныч-Гудило» умеренно континентальный. Зима преимущественно облачная, умеренно холодная, относительно многоснежная. Лето теплое и очень теплое, малооблачное. Для Приманычья характерно устойчивое проявление не только засушливого, но и суховейно-засушливого типа погоды. Средняя температура воздуха весной составляет +7-9 °С, летом +21-24 °С, осенью +7-1 °С, зимой −8-9 °С. Среднегодовая температура — около +8-9 °С. Количество осадков колеблется от 300 до 400 мм. Преобладают восточные, юго-восточные, реже западные ветра. Полный ледостав на озере Маныч-Гудило наблюдается не ежегодно (1 раз в три года) в декабре. Вскрытие льда отмечается в конце февраля, в начале марта. Временное появление ледяных полей (2 −7 дней) может отмечаться в ноябре.

## Флора и фауна
Растительный покров заповедника представлен пустынными степями из ковыля-волосатика, полыней чёрной и Лерха, полынка, прутняка простертого, ромашника. Для песков в стадии зарастания характерны колосняк, верблюжья колючка, солянка калийная, полыни песчаная и веничная. Встречаются сообщества остепненных лугов, солончаки. В конце XX — начале XXI века территория очень сильно пострадала от пожаров.
На островах Маныч-Гудило распространены степи с ковылем Лессинга, синузией эфемеров. Из редких растений в заповеднике «Черные земли» встречаются василёк Талиева, ковыли красивейший и Залесского, тюльпан Шренка.
Фауна «Черных земель» состоит из типично степных и полупустынных видов. Фоновыми из рептилий являются разноцветная и быстрая ящурки, круглоголовка ушастая и вертихвостка, песчаный удавчик, желтопузик, ящеричная змея, степная гадюка. Из млекопитающих обычны сайгак, заяц-русак, ушастый ёж,малый суслик, большой и малый тушканчики. Реже встречаются степная мышовка, емуранчик, мохноногий тушканчик. Из хищных млекопитающих — лисица корсак, светлый хорь, перевязка. В последние годы увеличилась численность волков.
Гнездовья и зимовки многих редких видов водоплавающих и околоводных птиц (лебедь-шипун, серый гусь, краснозобая казарка, розовый и кудрявый пеликаны, кряква, шилохвость, серая утка, широконоска, красноголовый нырок, хохлатая чернеть и многие другие) охраняются орнитологическим филиалом заповедника.
Есть и охраняемые пустынно-степные виды — дрофа, стрепет, несколько видов жаворонков, журавль-красавка, ряд хищных птиц — степной орел, курганник.

## Музей заповедника
В здании администрации заповедника в посёлке Комсомольский организован Музей заповедника. Экспонаты совершенно разные предметы разных эпох, какие сотрудники заповедника находят на его территории, ветер выдувает из песка.

### Фотогалерея
- Экспонаты музея заповедника «Чёрные земли»
- Экспонаты музея заповедника «Чёрные земли»
- Экспонаты музея заповедника «Чёрные земли»
- Экспонаты музея заповедника «Чёрные земли»
- Экспонаты музея заповедника «Чёрные земли»
- Экспонаты музея заповедника «Чёрные земли»
- Экспонаты музея заповедника «Чёрные земли»
- Экспонаты музея заповедника «Чёрные земли»
- Экспонаты музея заповедника «Чёрные земли»
- Экспонаты музея заповедника «Чёрные земли»
- Экспонаты музея заповедника «Чёрные земли»
- Экспонаты музея заповедника «Чёрные земли»
- Экспонаты музея заповедника «Чёрные земли»
- Экспонаты музея заповедника «Чёрные земли»
- Экспонаты музея заповедника «Чёрные земли»
- Экспонаты музея заповедника «Чёрные земли»
- Экспонаты музея заповедника «Чёрные земли»
- Экспонаты музея заповедника «Чёрные земли»